# Platyrhinidae
Famille
Les Platyrhinidae sont une famille de raies.
Remarque : Cette famille n'est pas reconnue par FishBase qui classe toutes ces espèces dans la famille des Rhinobatidae.

## Liste des genres
Selon BioLib (20 février 2024) :
- genre Platyrhina Müller & Henle, 1838
- genre Platyrhinoidis Garman, 1881